# Hubert Coppenrath
Hubert Coppenrath (Papeete, 18 de outubro de 1930 - 31 de julho de 2022) foi um padre católico polinésio, que serviu como Arcebispo de Papeete de 1999 a 2011.

## Biografia
Coppenrath iniciou seus estudos eclesiásticos no Seminário Saint-Sulpice em Issy-les-Moulineaux, concluindo no Instituto Católico de Paris, onde obteve um diploma em Teologia. Recebeu o diaconato em 22 de dezembro de 1956, na Igreja de São Sulpício, Paris, pelo Cardeal Maurice Feltin. Foi ordenado ao sacerdócio em 27 de junho do ano seguinte, em Poitiers. Após servir como vigário na catedral do Taiti, foi nomeado pároco de Arue em 1959, depois pároco da catedral em 1967 e pároco das Ilhas Orientais em 1989. Ao mesmo tempo, foi diretor da educação católica de 1961 a 1971, diretor da escola para diáconos de 1977 a 1997 e vigário geral de 1993 a 1997.
Como Diretor da Educação Católica, Padre Coppenrath acompanhou e concluiu os projetos de construção das escolas em Saint-Hilaire e Notre Dame des Anges em Faa'a, em Fariimata e na Escola Missionária em Papeete. Ele também concluiu o projeto de construção do Foyer du Bon Pasteur. Membro fundador da Academia Taitiana, em 2 de julho de 1974, ele se tornou o presidente da comissão de língua taitiana para tradução. Ele escreveu com Paul Prévost uma Gramática da língua taitiana, publicada em maio de 1975.
Em 21 de novembro de 1997, o Papa João Paulo II nomeou Hubert Coppenrath para servir como coadjutor de seu irmão biológico Michel-Gaspard Coppenrath, arcebispo de Papeete. Seu irmão lhe concedeu a ordenação episcopal em 21 de fevereiro de 1998, na Igreja de Maria no te Hau, em Papeete; os co-consagradores foram o Arcebispo de Nouméa, Michel-Marie Calvet S.M., e o Bispo de Taiohae o Tefenuaenata, Guy Chevalier SSCC.
Em 4 de junho de 1999, após a aposentadoria de seu antecessor, assumiu como terceiro arcebispo da Arquidiocese de Papeete. Ele substituiu seu irmão biológico Michel-Gaspard Coppenrat, o que é raro dentro da Igreja.
Como arcebispo, Monsenhor Coppenrath trabalhou para promover a língua taitiana entre os katekitas (catequistas) e diáconos. Seu conhecimento de Reo Tahiti lhe permitiu dar cursos de língua taitiana na escola de katekitas e diáconos e também dar cursos de taitiano aos seminaristas do seminário maior Ra'anu'u nā te vārua. Ele traduziu para o taitiano o Novo Testamento, publicado em 1989, e o Missal Romano para o taitiano, impresso em julho de 1999. Entre 2016-2019, ele empreendeu a tradução do Livro dos Salmos.
Coppenrath também interveio em 1987 durante os acontecimentos ocorridos em Faaite, para pôr fim ao massacre da "renovação carismática" no atol. Ele também se destacou durante as tensões políticas que se seguiram ao Taui de 2004, ao pedir que o Estado assumisse a responsabilidade após os resultados das urnas.
Em 31 de março de 2011, o Papa Bento XVI aceitou sua renúncia deste cargo devido a sua idade. O Arcebispo foi nomeado Cavaleiro da Ordem Nacional do Mérito em abril de 1979, bem como Cavaleiro da Legião de Honra em junho de 2003. Em junho de 2020, foi elevado a Oficial da Ordem de Tahiti Nui.
Desde que renunciou à diocese de Papeete em 2011, o Arcebispo Emérito também se tornou administrador de Notre Dame de Papeete.
Monsenhor Hubert Coppenrath faleceu aos 91 anos. Foi velado na Igreja Maria No Te Hau e sepultado no cemitério dos padres, no bairro Mission, em Papeete.